# José Juan Vázquez
José Juan Vázquez Gómez (Celaya, Guanajuato, 14 de marzo de 1988), conocido como Gallito, es un exfutbolista mexicano que jugaba como medio de contención y su último equipo fue el Sociedad Deportiva Aucas de la Serie A de Ecuador. 
Internacional con la selección mexicana de fútbol (2014-2019) e integró el plantel que asistió a la Copa Mundial de Fútbol de 2014 en Brasil.
Posee una gran recuperación del esférico y, sobre todo, una gran repartición de la redonda con sus compañeros al ataque.

## Trayectoria

### Inicios
Comenzó jugando a la edad de 19 años en equipos de Segunda División de México y Tercera División de México, que son básicamente divisiones formativas. Tuvo un paso por los equipos de Atlético San Francisco y Atlético Comonfort en tercera división y por los Cuervos Negros de Zapotlanejo, América Manzanillo y finalmente en el Club Celaya en la segunda división. En el conjunto celayense formó parte del equipo que consiguió el ascenso de Segunda División Premier a la Liga de Ascenso de México en el Clausura 2011 y siguió con el equipo para el Apertura 2011. 

### Celaya
Debutó en la Liga de Ascenso de México el 29 de julio de 2011, enfrentando a los Leones Negros de la U. de G. en el Estadio Jalisco, en partido correspondiente a la Jornada 1 del Apertura 2011; fue titular y el partido finalizó 1-1. 
Durante el certamen jugó todos los partidos.

### León

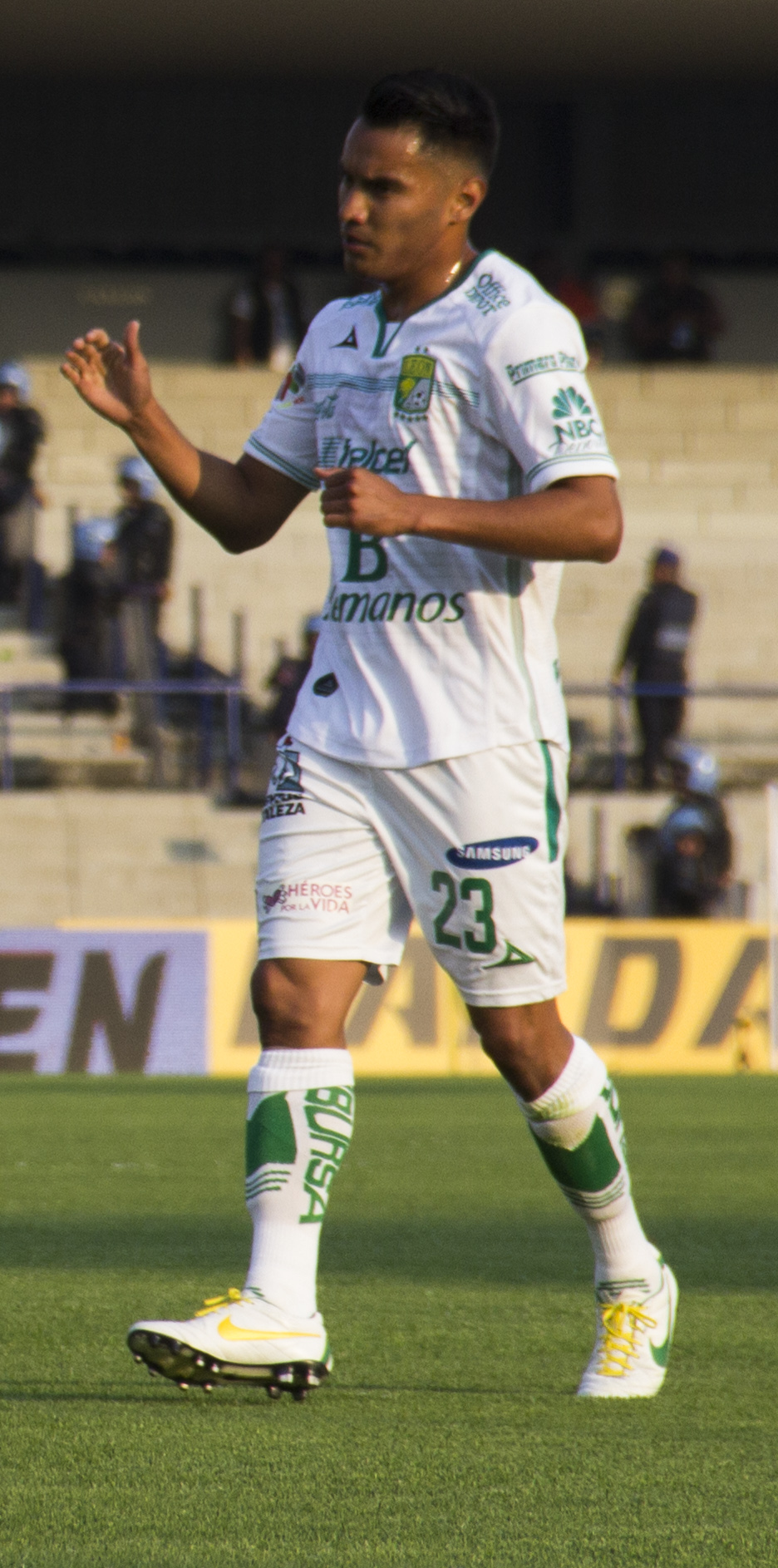
Gallito disputando un partido de liga con León.

El 12 de diciembre de 2011 se anunció su llegada al Club León en calidad de préstamo, con el objetivo de reforzar al conjunto Esmeralda para el Clausura 2012.
En su primer semestre jugó todos los partidos, ausentándose 45 minutos de los 1,800 que disputó el conjunto Esmeralda (Liga, liguilla y final de ascenso), marcó dos goles (a Toros Neza y a Altamira FC) y conquistó el título del Clausura 2012 y la Final de Ascenso 2011-12, al vencer a Lobos de la BUAP y a Correcaminos de la UAT, respectivamente.
En mayo de 2012, después del ascenso se confirmó la compra de sus derechos federativos por parte del Club León y por ende, su llegada a la Primera División de México de cara al Apertura 2012. 
Se presentó en el Máximo Circuito el 21 de julio de 2012, enfrentando a Querétaro en el Estadio Corregidora, en partido correspondiente a la Jornada 1 del Apertura 2012; el "Gallito" entró al minuto 53 por Eisner Loboa y el conjunto Esmeralda ganó 0-2.
Fue Bicampeón de Liga, al obtener los títulos del Apertura 2013 y Clausura 2014, luego de vencer al Club América y a Club de Fútbol Pachuca, respectivamente.
Fue incluido, como mejor medio de contención, en el once ideal del Apertura 2014.
Al finalizar el Clausura 2016 salió de la institución, en donde registró 188 partidos –Ascenso, Liga, Copa Mx y Copa Libertadores – 11 goles y 5 asistencias.

### C. D. Guadalajara
El 2 de junio de 2016, se confirmó su llegada a las Chivas Rayadas del Guadalajara, convirtiéndose en el segundo refuerzo de cara al Apertura 2016.
Fue parte del equipo que logró el campeonato en el Clausura 2017, al vencer a los Tigres de la UANL por marcador global de 4-3 (Estadio Universitario 2-2 y Estadio Chivas 2-1); en el juego de vuelta de la gran final, anotó el segundo gol de las Chivas al minuto 70. 

### Santos Laguna
El 20 de noviembre de 2017, la directiva de Santos anunció su incorporación al equipo Alviverde, convirtiéndose en el primer refuerzo de cara al Clausura 2018. 
El 20 de mayo de 2018, conquistó su cuarto título de Liga y el sexto campeonato de Liga MX en la historia del Club Santos Laguna, luego de vencer por marcador global de 3-2 a los Diablos Rojos del Toluca (Estadio Corona TSM 2-1 y Estadio Nemesio Díez 1-1). 

### C. D. Guadalajara (Segunda etapa)
El 10 de diciendo de 2019 se reincorporó a las Chivas Rayadas. 

### Toluca
El 11 de diciembre de 2020, se hizo oficial la llegada del "Gallito" al Deportivo Toluca en calidad de préstamo, luego de haber sido baja de las Chivas por indisciplina, convirtiéndose en el tercer refuerzo de cara al Guard1anes 2021.

### Tijuana
Jugó la Temporada 2022-2023 con los Xoloitzcuintles de Tijuana.

### Liga de Expansión
En el verano del 2023 retornó a la División de Plata para jugar con Cancún Fútbol Club. Con las Iguanas ganó el Apertura 2023 y el Campeón de Campeones 2023-2024, luego de vencer a los Potros de Hierro del Atlante en ambas finales.
Jugó con Celaya en el Apertura 2024.

### Aucas
El 27 de diciembre de 2024, se dio a conocer que jugaría con Sociedad Deportiva Aucas de la Serie A de Ecuador, equipo dirigido por Gabriel Pereyra.

## Clubes
| Club               | País    | Año       |
| ------------------ | ------- | --------- |
| Celaya             | México  | 2010-2011 |
| Club León          | México  | 2012-2016 |
| Club Guadalajara   | México  | 2016-2017 |
| Club Santos Laguna | México  | 2018-2019 |
| Club Guadalajara   | México  | 2020      |
| Toluca             | México  | 2021      |
| Club Tijuana       | México  | 2022-2023 |
| Cancún F. C.       | México  | 2023-2024 |
| Celaya             | México  | 2024      |
| S. D. Aucas        | Ecuador | 2025-act. |

## Selección nacional

### Absoluta

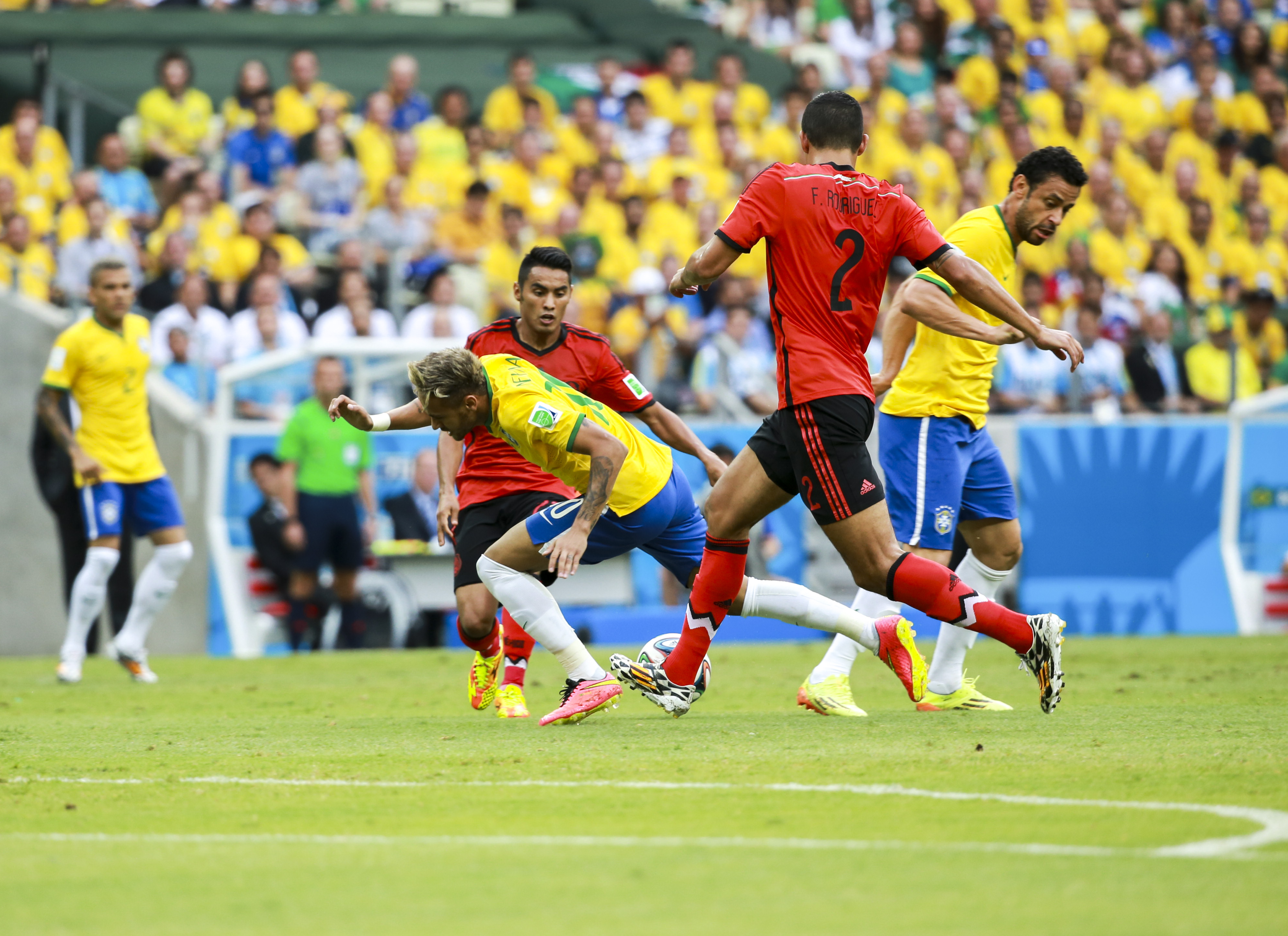
Vázquez (centro) disputando el balón con Neymar.

Bajo la dirección técnica del "Piojo" Miguel Herrera, debutó con la Selección de México el 29 de enero de 2014, en un partido amistoso ante Corea del Sur en Alamodome (San Antonio, Texas). Vázquez jugó 55 minutos, fue sustituido por Jesús Zavala y el Tricolor ganó 4-0.
Con el conjunto nacional asistió a la Copa Mundial de Fútbol de 2014 (Brasil) y a la Copa de Oro de la Concacaf 2015 (Estados Unidos).
El 3 de marzo de 2019, tras casi 4 años sin ser citado, fue llamado por Gerardo Martino para los amistosos contra Chile y Paraguay.
|                    | PJ | Minutos | Goles | Asistencias | Periodo   |
| ------------------ | -- | ------- | ----- | ----------- | --------- |
| Selección mexicana | 19 | 1,159   | 0     | 0           | 2014-2019 |

| Fecha                   | Rival                | Estadio                                        | Resultado | Competencia                     |
| ----------------------- | -------------------- | ---------------------------------------------- | --------- | ------------------------------- |
| 29 de enero de 2014     | Corea del Sur        | Alamodome, San Antonio                         | 4-0       | Amistoso                        |
| 5 de marzo de 2014      | Nigeria              | Georgia Dome, Atlanta                          | 0-0       | Amistoso                        |
| 31 de mayo de 2014      | Ecuador              | Cowboys Stadium, Arlington                     | 3-1       | Amistoso                        |
| 3 de junio de 2014      | Bosnia y Herzegovina | Soldier Field, Chicago                         | 1-0       | Amistoso                        |
| 6 de junio de 2014      | Portugal             | Gillette Stadium, Foxborough                   | 0-1       | Amistoso                        |
| 12 de junio de 2014     | Camerún              | Arena das Dunas, Natal                         | 1-0       | Mundial                         |
| 17 de junio de 2014     | Brasil               | Estadio Governador Plácido Castelo, Fortaleza  | 0-0       | Mundial                         |
| 23 de junio de 2014     | Croacia              | Itaipava Arena Pernambuco, Recife              | 1-3       | Mundial                         |
| 6 de septiembre de 2014 | Chile                | Levi's Stadium, Santa Clara                    | 0-0       | Amistoso                        |
| 12 de noviembre de 2014 | Países Bajos         | Ámsterdam Arena, Ámsterdam                     | 2-3       | Amistoso                        |
| 28 de marzo de 2015     | Ecuador              | Los Angeles Memorial Coliseum, Los Angeles     | 1-0       | Amistoso                        |
| 31 de marzo de 2015     | Paraguay             | Arrowhead Stadium, Kansas City                 | 1-0       | Amistoso                        |
| 27 de junio de 2015     | Costa Rica           | Camping World Stadium, Orlando                 | 2-2       | Amistoso                        |
| 1 de julio de 2015      | Honduras             | NRG Stadium, Houston                           | 0-0       | Amistoso                        |
| 12 de julio de 2015     | Guatemala            | University of Phoenix Stadium, Glendale        | 0-0       | Copa de Oro de la Concacaf 2005 |
| 8 de septiembre de 2015 | Argentina            | Cowboys Stadium, Arlington                     | 2-2       | Amistoso                        |
| 13 de noviembre de 2015 | El Salvador          | Estadio Azteca, Coyoacán                       | 3-0       | Eliminatoria                    |
| 17 de noviembre de 2015 | Honduras             | Estadio Olímpico Metropolitano, San Pedro Sula | 0-2       | Eliminatoria                    |
| 26 de marzo de 2019     | Ecuador              | Levi's Stadium, Santa Clara                    | 4-2       | Amistoso                        |

#### Participación en Copa del Mundo
| Mundial                        | Sede   | Resultado        | Partidos | Goles |
| ------------------------------ | ------ | ---------------- | -------- | ----- |
| Copa Mundial de Fútbol de 2014 | Brasil | Octavos de final | 3        | 0     |

| Fecha       | Estadio                                       | Encuentro | Resultado |
| ----------- | --------------------------------------------- | --------- | --------- |
| 12 de junio | Arena das Dunas, Natal                        | Fecha 1   | 1-0       |
| 17 de junio | Estadio Governador Plácido Castelo, Fortaleza | Fecha 2   | 0-0       |
| 23 de junio | Itaipava Arena Pernambuco, Recife             | Fecha 3   | 1-3       |

#### Participaciones en Selección nacional
| Categoría                                  | Competencia                     | Sede                                 | Resultado        |
| ------------------------------------------ | ------------------------------- | ------------------------------------ | ---------------- |
| Absoluta                                   | Copa Mundial de Fútbol de 2014  | Brasil                               | Octavos de final |
| Absoluta                                   | Copa de Oro de la Concacaf 2015 | Estados Unidos                       | Campeón          |
| Clasificación para la Copa Mundial de 2018 | Absoluta                        | Norteamérica, Centroamérica y Caribe | Primer lugar     |

## Palmarés

### Campeonatos nacionales
| Categoría                  | Título                         | Club               | País   |
| -------------------------- | ------------------------------ | ------------------ | ------ |
| Segunda División de México | Independencia 2010             | Celaya             | México |
| Segunda División de México | Campeón de Campeones 2010-2011 | Celaya             | México |
| Liga de Ascenso de México  | Clausura 2012                  | Club León          | México |
| Liga de Ascenso de México  | Final de Ascenso 2011-12       | Club León          | México |
| Primera División de México | Apertura 2013                  | Club León          | México |
| Primera División de México | Clausura 2014                  | Club León          | México |
| Copa México                | Supercopa de México 2015-16    | Club Guadalajara   | México |
| Copa México                | Copa México Clausura 2017      | Club Guadalajara   | México |
| Primera División de México | Clausura 2017                  | Club Guadalajara   | México |
| Primera División de México | Clausura 2018                  | Club Santos Laguna | México |
| Liga de Expansión MX       | Apertura 2023                  | Cancún FC          | México |
| Liga de Expansión MX       | Campeón de Campeones 2023-2024 | Cancún FC          | México |

### Campeonato internacional
| Título                          | Club               | Sede           | Año  |
| ------------------------------- | ------------------ | -------------- | ---- |
| Copa de Oro de la Concacaf 2015 | Selección mexicana | Estados Unidos | 2015 |

### Logros individuales
| Distinción                                                             | Torneo        |
| ---------------------------------------------------------------------- | ------------- |
| Once Ideal de la Primera División de México                            | Clausura 2018 |
| Balón de Oro al Mejor Medio Defensivo de la Primera División de México | 2017-2018     |